# Le Samyn 2014
La 45e édition du Samyn a eu lieu le 5 mars 2014. La course fait partie du calendrier UCI Europe Tour 2014 en catégorie 1.1.

## Présentation

### Équipes
Classé en catégorie 1.1 de l'UCI Europe Tour, Le Samyn est par conséquent ouvert aux UCI ProTeams dans la limite de 50 % des équipes participantes, aux équipes continentales professionnelles, aux équipes continentales et aux équipes nationales.
L'organisateur a communiqué la liste des équipes invitées le 19 février 2014. Vingt-et-une équipes participent à ce Samyn - six ProTeams, sept équipes continentales professionnelles et sept équipes continentales :
| UCI ProTeams            | UCI ProTeams | UCI ProTeams |
| Nom de l'équipe         | Pays         | Code         |
| ----------------------- | ------------ | ------------ |
| AG2R La Mondiale        | France       | ALM          |
| FDJ.fr                  | France       | FDJ          |
| Katusha                 | Russie       | KAT          |
| Lotto-Belisol           | Belgique     | LTB          |
| Omega Pharma-Quick Step | Belgique     | OPQ          |
| Trek Factory Racing     | États-Unis   | TFR          |

| Équipes continentales professionnelles | Équipes continentales professionnelles | Équipes continentales professionnelles |
| Nom de l'équipe                        | Pays                                   | Code                                   |
| -------------------------------------- | -------------------------------------- | -------------------------------------- |
| Bretagne-Séché Environnement           | France                                 | BSE                                    |
| CCC Polsat Polkowice                   | Pologne                                | CCC                                    |
| Cofidis                                | France                                 | COF                                    |
| MTN-Qhubeka                            | Afrique du Sud                         | MTN                                    |
| Topsport Vlaanderen-Baloise            | Belgique                               | TSV                                    |
| Wanty-Groupe Gobert                    | Belgique                               | WGG                                    |
| RusVelo                                | Russie                                 | RVL                                    |

| Équipes continentales                     | Équipes continentales | Équipes continentales |
| Nom de l'équipe                           | Pays                  | Code                  |
| ----------------------------------------- | --------------------- | --------------------- |
| Color Code-Biowanze                       | Belgique              | CCB                   |
| Roubaix Lille Métropole                   | France                | RLM                   |
| T.Palm-Pôle Continental Wallon            | Belgique              | PCW                   |
| Vastgoedservice-Golden Palace Continental | Belgique              | VGS                   |
| Veranclassic-Doltcini                     | Belgique              | VER                   |
| Verandas Willems                          | Belgique              | WIL                   |
| Wallonie-Bruxelles                        | Belgique              | WBC                   |

## Classement final
|    | Coureur           | Pays      | Équipe                       |    | Temps           |
| -- | ----------------- | --------- | ---------------------------- | -- | --------------- |
| 1  | Maxime Vantomme   | Belgique  | Roubaix Lille Métropole      | en | 4 h 36 min 20 s |
| 2  | Alexey Tsatevitch | Russie    | Katusha                      | +  | m.t             |
| 3  | Nacer Bouhanni    | France    | FDJ.fr                       |    | m.t             |
| 4  | Erwann Corbel     | France    | Bretagne-Séché Environnement |    | m.t             |
| 5  | Kristian Sbaragli | Italie    | MTN-Qhubeka                  |    | m.t             |
| 6  | Steve Chainel     | France    | AG2R La Mondiale             |    | m.t             |
| 7  | Danilo Napolitano | Italie    | Wanty-Groupe Gobert          |    | m.t             |
| 8  | Gerald Ciolek     | Allemagne | MTN-Qhubeka                  |    | m.t             |
| 9  | Zico Waeytens     | Belgique  | Topsport Vlaanderen-Baloise  |    | m.t             |
| 10 | Tom Dernies       | Belgique  | Wallonie-Bruxelles           |    | m.t             |

## Liste des participants
- Liste de départ complète

| Légende | Légende                                                                    | Légende | Légende                                                    |
| ------- | -------------------------------------------------------------------------- | ------- | ---------------------------------------------------------- |
| Num     | Dossard de départ porté par le coureur sur ce Samyn                        | Pos     | Position à l'arrivée de la course                          |
|         | Indique un maillot de champion national ou mondial, suivi de sa spécialité | NP      | Indique un coureur qui n'a pas pris le départ de la course |
| AB      | Indique un coureur qui n'a pas terminé la course                           | HD      | Indique un coureur qui a terminé la course hors des délais |

| Katusha KAT | Katusha KAT                     | Katusha KAT |
| ----------- | ------------------------------- | ----------- |
| Num         | Coureur                         | Pos         |
| 1           | Alexey Tsatevitch (RUS)         | 2e          |
| 2           | Gatis Smukulis (LAT)            | AB          |
| 3           | Vladimir Isaychev (RUS) (Route) | 78e         |
| 4           | Dmitry Kozontchuk (RUS)         | 62e         |
| 5           |                                 |             |
| 6           | Viatcheslav Kouznetsov (RUS)    | 33e         |
| 7           | Rüdiger Selig (GER)             | 19e         |
| 8           | Anton Vorobyev (RUS)            | 110e        |

| Lotto-Belisol LTB | Lotto-Belisol LTB         | Lotto-Belisol LTB |
| ----------------- | ------------------------- | ----------------- |
| Num               | Coureur                   | Pos               |
| 11                | Vegard Breen (NOR)        | 92e               |
| 12                | Sean De Bie (BEL)         | 99e               |
| 13                | Kenny Dehaes (BEL)        | 36e               |
| 14                | Gregory Henderson (NZL)   | 49e               |
| 15                | Boris Vallée (BEL)        | 84e               |
| 16                | Tosh Van der Sande (BEL)  | 96e               |
| 17                | Jonas Van Genechten (BEL) | 68e               |
| 18                | Dennis Vanendert (BEL)    | 69e               |

| Omega Pharma-Quick Step OPQ | Omega Pharma-Quick Step OPQ    | Omega Pharma-Quick Step OPQ |
| --------------------------- | ------------------------------ | --------------------------- |
| Num                         | Coureur                        | Pos                         |
| 21                          | Julian Alaphilippe (FRA)       | 91e                         |
| 22                          | Thomas De Gendt (BEL)          | 113e                        |
| 23                          | Andrew Fenn (GBR)              | 42e                         |
| 24                          | Iljo Keisse (BEL)              | 98e                         |
| 25                          | Petr Vakoč (CZE)               | 73e                         |
| 26                          | Guillaume Van Keirsbulck (BEL) | 81e                         |
| 27                          | Martin Velits (SVK)            | 46e                         |
| 28                          | Julien Vermote (BEL)           | 76e                         |

| Trek Factory Racing TFR | Trek Factory Racing TFR      | Trek Factory Racing TFR |
| ----------------------- | ---------------------------- | ----------------------- |
| Num                     | Coureur                      | Pos                     |
| 31                      | Fumiyuki Beppu (JPN)         | 95e                     |
| 32                      | Stijn Devolder (BEL) (Route) | 82e                     |
| 33                      | Laurent Didier (LUX)         | 116e                    |
| 34                      |                              |                         |
| 35                      | Jasper Stuyven (BEL)         | 57e                     |
| 36                      | Kristof Vandewalle (BEL)     | 97e                     |
| 37                      | Boy van Poppel (NED)         | 66e                     |
| 38                      | Danny van Poppel (NED)       | 12e                     |

| FDJ.fr FDJ | FDJ.fr FDJ                    | FDJ.fr FDJ |
| ---------- | ----------------------------- | ---------- |
| Num        | Coureur                       | Pos        |
| 41         | David Boucher (FRA)           | 117e       |
| 42         | Nacer Bouhanni (FRA)          | 3e         |
| 43         | Sébastien Chavanel (FRA)      | 55e        |
| 44         | Geoffrey Soupe (FRA)          | 50e        |
| 45         | Benoît Vaugrenard (FRA)       | 83e        |
| 46         | Cédric Pineau (FRA)           | 41e        |
| 47         | Anthony Roux (FRA)            | NP         |
| 48         | Jussi Veikkanen (FIN) (Route) | 119e       |

| AG2R La Mondiale ALM | AG2R La Mondiale ALM     | AG2R La Mondiale ALM |
| -------------------- | ------------------------ | -------------------- |
| Num                  | Coureur                  | Pos                  |
| 51                   | Yauheni Hutarovich (BLR) | 11e                  |
| 52                   | Gediminas Bagdonas (LTU) | 24e                  |
| 53                   | Maxime Daniel (FRA)      | 102e                 |
| 54                   | Alexis Gougeard (FRA)    | AB                   |
| 55                   | Steve Chainel (FRA)      | 6e                   |
| 56                   | Hugo Houle (CAN)         | 63e                  |
| 57                   | Lloyd Mondory (FRA)      | 103e                 |
| 58                   | Julian Kern (GER)        | 37e                  |

| Cofidis COF | Cofidis COF              | Cofidis COF |
| ----------- | ------------------------ | ----------- |
| Num         | Coureur                  | Pos         |
| 61          | Edwig Cammaerts (BEL)    | 15e         |
| 62          | Guillaume Levarlet (FRA) | 59e         |
| 63          | Stéphane Poulhiès (FRA)  | 90e         |
| 64          | Gert Jõeäär (EST)        | AB          |
| 65          | Rudy Molard (FRA)        | 35e         |
| 66          | Romain Lemarchand (FRA)  | 87e         |
| 67          | Florian Sénéchal (FRA)   | 54e         |
| 68          |                          |             |

| MTN-Qhubeka MTN | MTN-Qhubeka MTN           | MTN-Qhubeka MTN |
| --------------- | ------------------------- | --------------- |
| Num             | Coureur                   | Pos             |
| 71              | Gerald Ciolek (GER)       | 8e              |
| 72              | Andreas Stauff (GER)      | AB              |
| 73              | Martin Reimer (GER)       | 88e             |
| 74              | Johann van Zyl (RSA)      | 118e            |
| 75              |                           |                 |
| 76              | Jay Robert Thomson (RSA)  | 75e             |
| 77              | Kristian Sbaragli (ITA)   | 5e              |
| 78              | Ignatas Konovalovas (LTU) | 77e             |

| RusVelo RVL | RusVelo RVL               | RusVelo RVL |
| ----------- | ------------------------- | ----------- |
| Num         | Coureur                   | Pos         |
| 81          | Kirill Pozdnyakov (RUS)   | 32e         |
| 82          | Roman Maikin (RUS)        | 22e         |
| 83          | Andrey Solomennikov (RUS) | 51e         |
| 84          | Leonid Krasnov (RUS)      | AB          |
| 85          | Timofey Kritskiy (RUS)    | 40e         |
| 86          | Sergueï Lagoutine (RUS)   | 28e         |
| 87          | Igor Boev (RUS)           | 65e         |
| 88          |                           |             |

| CCC Polsat Polkowice CCC | CCC Polsat Polkowice CCC | CCC Polsat Polkowice CCC |
| ------------------------ | ------------------------ | ------------------------ |
| Num                      | Coureur                  | Pos                      |
| 91                       | Piotr Gawroński (POL)    | 47e                      |
| 92                       | Jarosław Marycz (POL)    | 64e                      |
| 93                       | Tomasz Kiendyś (POL)     | 31e                      |
| 94                       | Nikolay Mihaylov (BUL)   | AB                       |
| 95                       | Paweł Charucki (POL)     | 115e                     |
| 96                       | Adrian Kurek (POL)       | 112e                     |
| 97                       | Maciej Paterski (POL)    | 17e                      |
| 98                       | Jacek Morajko (POL)      | 108e                     |

| Bretagne-Séché Environnement BSE | Bretagne-Séché Environnement BSE | Bretagne-Séché Environnement BSE |
| -------------------------------- | -------------------------------- | -------------------------------- |
| Num                              | Coureur                          | Pos                              |
| 101                              | Erwann Corbel (FRA)              | 4e                               |
| 102                              | Romain Feillu (FRA)              | AB                               |
| 103                              | Benjamin Le Montagner (FRA)      | 71e                              |
| 104                              | Clément Koretzky (FRA)           | AB                               |
| 105                              | Pierre-Luc Périchon (FRA)        | 39e                              |
| 106                              | Jean-Marc Bideau (FRA)           | 70e                              |
| 107                              | Arnaud Gérard (FRA)              | 43e                              |
| 108                              |                                  |                                  |

| Topsport Vlaanderen-Baloise TSV | Topsport Vlaanderen-Baloise TSV | Topsport Vlaanderen-Baloise TSV |
| ------------------------------- | ------------------------------- | ------------------------------- |
| Num                             | Coureur                         | Pos                             |
| 111                             | Michael Van Staeyen (BEL)       | 44e                             |
| 112                             | Tim Declercq (BEL)              | AB                              |
| 113                             | Eliot Lietaer (BEL)             | 74e                             |
| 114                             | Pieter Jacobs (BEL)             | 21e                             |
| 115                             | Zico Waeytens (BEL)             | 9e                              |
| 116                             | Thomas Sprengers (BEL)          | 53e                             |
| 117                             | Preben Van Hecke (BEL)          | 86e                             |
| 118                             | Edward Theuns (BEL)             | 67e                             |

| Wanty-Groupe Gobert WGG | Wanty-Groupe Gobert WGG  | Wanty-Groupe Gobert WGG |
| ----------------------- | ------------------------ | ----------------------- |
| Num                     | Coureur                  | Pos                     |
| 121                     | Jérôme Baugnies (BEL)    | 25e                     |
| 122                     | Laurens De Vreese (BEL)  | 14e                     |
| 123                     | Grégory Habeaux (BEL)    | 80e                     |
| 124                     | Frederik Veuchelen (BEL) | 109e                    |
| 125                     | Björn Leukemans (BEL)    | 48e                     |
| 126                     | Danilo Napolitano (ITA)  | 7e                      |
| 127                     | Nico Sijmens (BEL)       | AB                      |
| 128                     | Tim De Troyer (BEL)      | 120e                    |

| Vastgoedservice-Golden Palace Continental VGS | Vastgoedservice-Golden Palace Continental VGS | Vastgoedservice-Golden Palace Continental VGS |
| --------------------------------------------- | --------------------------------------------- | --------------------------------------------- |
| Num                                           | Coureur                                       | Pos                                           |
| 131                                           | Sander Cordeel (BEL)                          | 34e                                           |
| 132                                           | Kurt Geysen (BEL)                             | 111e                                          |
| 133                                           | Kevin Hulsmans (BEL)                          | 79e                                           |
| 134                                           | Sam Lennertz (BEL)                            | 93e                                           |
| 135                                           | Titte Van Laer (BEL)                          | AB                                            |
| 136                                           | Rob Ruijgh (NED)                              | 29e                                           |
| 137                                           | Kevin Van Staeyen (BEL)                       | AB                                            |
| 138                                           | Alphonse Vermote (BEL)                        | AB                                            |

| Veranclassic-Doltcini VER | Veranclassic-Doltcini VER       | Veranclassic-Doltcini VER |
| ------------------------- | ------------------------------- | ------------------------- |
| Num                       | Coureur                         | Pos                       |
| 141                       | Giorgio Brambilla (ITA)         | 52e                       |
| 142                       | Steve Bekaert (BEL)             | 104e                      |
| 143                       | Francesco Van Coppernolle (BEL) | AB                        |
| 144                       | Darijus Džervus (LTU)           | AB                        |
| 145                       | Joeri Stallaert (BEL)           | 38e                       |
| 146                       | Yu Takenouchi (JPN)             | AB                        |
| 147                       | Frederik Vandewiele (BEL)       | AB                        |
| 148                       | Serge Dewortelaer (BEL)         | 114e                      |

| Verandas Willems VER | Verandas Willems VER        | Verandas Willems VER |
| -------------------- | --------------------------- | -------------------- |
| Num                  | Coureur                     | Pos                  |
| 151                  | Floris Smeyers (BEL)        | 105e                 |
| 152                  | Nicolas Vereecken (BEL)     | 107e                 |
| 153                  | Walt De Winter (BEL)        | AB                   |
| 154                  | Olivier Pardini (BEL)       | AB                   |
| 155                  | Gaëtan Bille (BEL)          | 16e                  |
| 156                  | Niels Vandyck (BEL)         | 26e                  |
| 157                  | Jelle Mannaerts (BEL)       | 20e                  |
| 158                  | Jean-Albert Carnevali (BEL) | 89e                  |

| Roubaix Lille Métropole RLM | Roubaix Lille Métropole RLM | Roubaix Lille Métropole RLM |
| --------------------------- | --------------------------- | --------------------------- |
| Num                         | Coureur                     | Pos                         |
| 161                         | Rudy Barbier (FRA)          | 18e                         |
| 162                         | Timothy Dupont (BEL)        | AB                          |
| 163                         | Rudy Kowalski (FRA)         | 106e                        |
| 164                         | Romain Pillon (FRA)         | 94e                         |
| 165                         | Jimmy Turgis (FRA)          | 13e                         |
| 166                         | Baptiste Planckaert (BEL)   | 85e                         |
| 167                         | Maxime Vantomme (BEL)       | 1er                         |
| 168                         | Franck Vermeulen (FRA)      | 100e                        |

| T.Palm-Pôle Continental Wallon PCW | T.Palm-Pôle Continental Wallon PCW | T.Palm-Pôle Continental Wallon PCW |
| ---------------------------------- | ---------------------------------- | ---------------------------------- |
| Num                                | Coureur                            | Pos                                |
| 171                                | Andrew Ydens (BEL)                 | AB                                 |
| 172                                | Jonathan Baratto (BEL)             | 121e                               |
| 173                                | Julien Dechesne (BEL)              | AB                                 |
| 174                                | Axel Gremelpont (BEL)              | AB                                 |
| 175                                | Guillaume Haag (BEL)               | AB                                 |
| 176                                | Toshoni Van Craen (BEL)            | AB                                 |
| 177                                | Glenn Van De Maele (BEL)           | AB                                 |
| 178                                | Maxime Vekeman (BEL)               | AB                                 |

| Color Code-Biowanze CCB | Color Code-Biowanze CCB | Color Code-Biowanze CCB |
| ----------------------- | ----------------------- | ----------------------- |
| Num                     | Coureur                 | Pos                     |
| 181                     | Julien Kaise (BEL)      | AB                      |
| 182                     | Antoine Warnier (BEL)   | AB                      |
| 183                     | Florent Delfosse (BEL)  | 45e                     |
| 184                     | Thomas Wertz (BEL)      | AB                      |
| 185                     | Romain Hubert (BEL)     | AB                      |
| 186                     | Jérôme Kerf (BEL)       | 61e                     |
| 187                     | Gaëtan Pons (BEL)       | AB                      |
| 188                     | Rémy Mertz (BEL)        | 101e                    |

| Wallonie-Bruxelles WBC | Wallonie-Bruxelles WBC   | Wallonie-Bruxelles WBC |
| ---------------------- | ------------------------ | ---------------------- |
| Num                    | Coureur                  | Pos                    |
| 191                    | Olivier Chevalier (BEL)  | 27e                    |
| 192                    | Sébastien Delfosse (BEL) | 58e                    |
| 193                    | Tom Dernies (BEL)        | 10e                    |
| 194                    | Boris Dron (BEL)         | 72e                    |
| 195                    | Jonathan Dufrasne (BEL)  | 30e                    |
| 196                    | Florent Mottet (BEL)     | 56e                    |
| 197                    | Christophe Prémont (BEL) | 60e                    |
| 198                    | Julien Stassen (BEL)     | 23e                    |